# سیارک ۱۲۴۳۲
سیارک ۱۲۴۳۲ (به انگلیسی: 12432 Usuda، نامگذاری:1996AR1) دوازده هزار و چهارصد و سی و دومین سیارک کشف شده‌است که در ۱۲ ژانویه ۱۹۹۶ کشف شد.
قدر مطلق سیارک برابر ۳۳.۸ است.